# 諾頓堡 (印第安納州)
諾頓堡（英語：Nortonburg）是位於美國印第安納州巴塞洛繆縣的一個非建制地區。該地的面積和人口皆未知。

## 地理
諾頓堡的座標為39°16′06″N 85°49′24″W / 39.26833°N 85.82333°W，而該地的平均海拔高度為211米（即692英尺）。